# جان بروکس (بازیکن فوتبال، زاده ۱۹۹۳)
جان آنتونی بروکس جونیور (متولد ۲۸ ژانویه ۱۹۹۳) فوتبالیست آلمانی-آمریکایی است که در پست مدافع بازی می‎کند و همچنین بازیکن تیم ملی فوتبال ایالات متحده در سطح بین‌المللی بوده است.
وی متولد شهر برلین، پایتخت آلمان است و فوتبال خود در دوره‌ی جوانی را در باشگاه همین شهر یعنی هرتابرلین آغاز کرد؛ جایی که اولین بازی رسمی خود را در سال ۲۰۱۲ انجام داد و در کل برای این تیم ۱۳۰ بازی انجام داد و ۹ گل به ثمر رساند. آنها در سال ۱۳-۲۰۱۲ موفق به قهرمانی در بوندسلیگا ۲ شدند و به سطح اول فوتبال آلمان یعنی بوندسلیگا صعود کردند.
در سال ۲۰۱۷، وی با مبلغ ۲۰ میلیون یورو به باشگاه وولفسبورگ انتقال یافت و رکورد مبلغ خرج شده برای خرید یک بازیکن اهل ایالات متحده آمریکا را شکست.

بروکس در جوانی در هر دو تیم ملی زیر ۲۰ سال آلمان و ایالات متحده بازی کرد و در ادامه تصمیم گرفت برای تیم ملی آمریکا بازی کند؛ بنابراین در سال ۲۰۱۳ اولین بازی ملی خود برای این تیم ملی را انجام داد و آنها را در سه جام مختلف (از جمله جام جهانی ۲۰۱۴) همراهی کرد.